# لیبرترینیسم (متافیزیک)

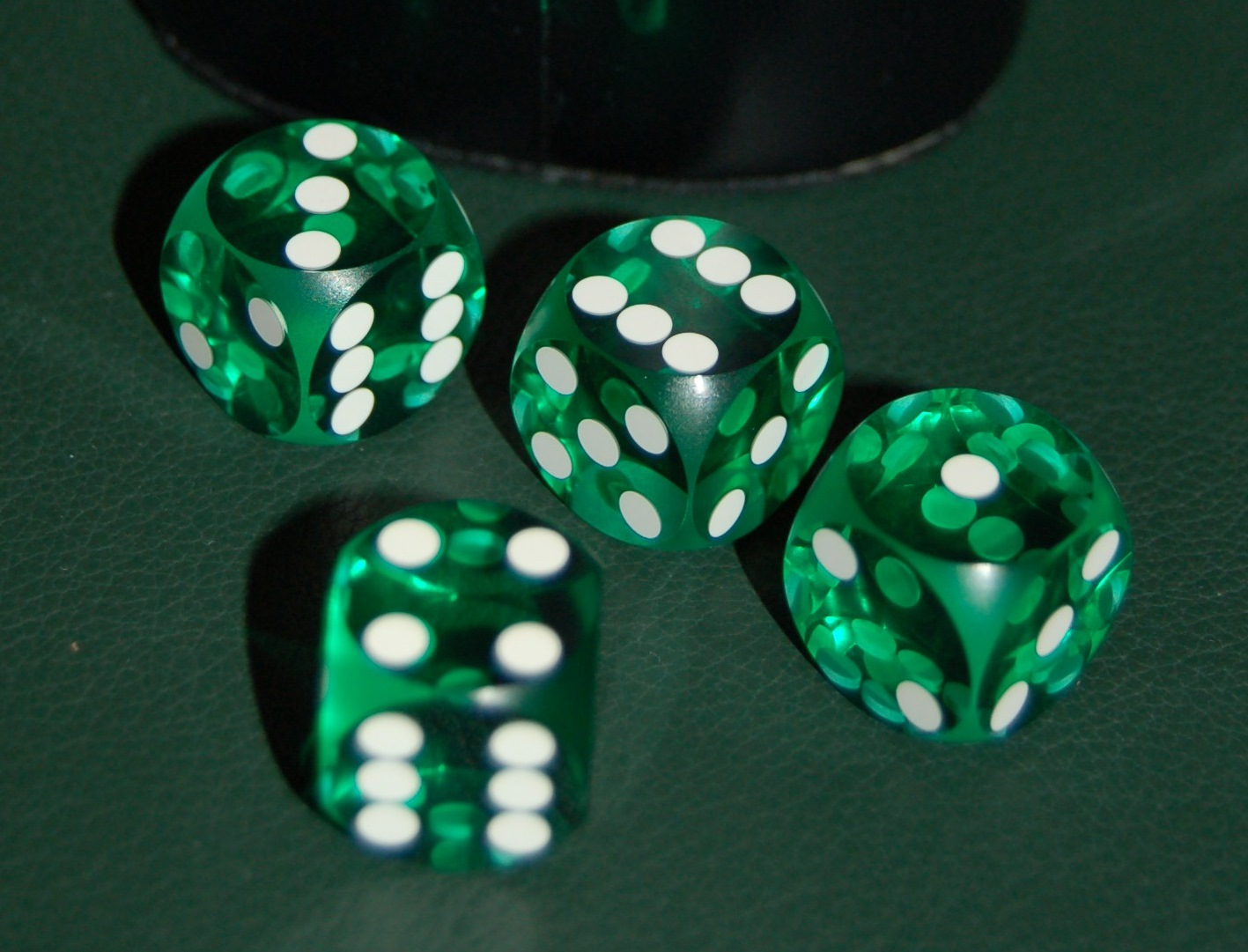

لیبرترینیسم یکی از اصلی‌ترین مواضع فلسفی در رابطه با مسئله اراده آزاد و تعیّن‌گرایی و در حالت عام‌تر حوزه متافیزیک می‌باشد. آزادی‌گرایان همراه با سایر مواضع ناسازگارگرایی، در مورد عدم تطابق منطقی اراده آزاد با جهان متعین، به بحث و استدلال می‌پردازند و بر این باورند که تنها با عدم حضور تعین‌گرایی است که اراده آزاد می‌تواند ممکن باشد. اگر چه سازگارگرایی با این دیدگاه که اراده آزاد و تعین‌گرایی از لحاظ منطقی با هم ناسازگار نیستند، محبوب‌ترین موضع در بین فلاسفه می‌باشد، با این وجود فیلسوفان زیادی نیز به بحث در مورد لیبرترینیسم پرداخته‌اند که از جمله آن‌ها می‌توان به وان‌اینواگن، رابرت کین، رابرت نوزیک، کارل گینت، مک‌کان، هری فرانکفورت، آلفرد مل، رودریک چیشلم، دانیل دنت، تیموتی اوکونر، درک پربوم و گالن استراوسن اشاره نمود.
اصطلاح لیبرترینیسم در حوزه متافیزیکی یا فلسفی اولین بار توسط اندیشمندان عصر روشنگری اخیر برای نام بردن از کسانی به کار برده شد که به اراده آزاد معتقدند ولی به تعین‌گرایی اعتقادی ندارند. اولین سند مکتوب در این زمینه، مباحثه‌ای در باب «اراده آزاد و تضاد آن با دید ضرورت‌گرایی (تعین‌گرایی)»، متعلق به ویلیام بلشام در سال ۱۷۸۹ می‌باشد. مباحثه‌ها و مقایسه‌های فلاسفه و اندیشمندان طرفدار تعین‌گرایی و طرفدار لیبرترینیسم تا اوایل قرن نوزدهم ادامه داشته‌است.

## مرور کلی
لیبرترینیسم یک دیدگاه فلسفیِ زیر مجموعه ناسازگارگرایی است. آزادی‌گرایان به اراده آزادی اعتقاد دارند که طبق آن یک فرد در یک شرایط کاملاً مشخص، قادر باشد عمل‌های متفاوتی را انجام دهد. لازمه این دیدگاه پذیرش این موضوع است که چیزی در جهان متعین نباشد.
نظریه‌های لیبرترینیسم به دو دسته نظریه‌های غیر فیزیکی و نظریه‌های فیزیکی یا مبتنی بر طبیعت تقسیم می‌شوند. در نظریه‌های غیر فیزیکی یک ذهن غیر فیزیکی وجود دارد که برتر از علیت‌های فیزیکی بوده و قادر است که آن‌ها را تغییر دهد. طبق این نظریه همه رویدادهای فیزیکی مغز که منجر به کارایی عمل‌های فرد می‌شوند، تفسیر و توضیح فیزیکی ندارند. این رهیافت ارتباط نزدیکی با نظریه فلسفی دوگانه انگاری ذهن-بدن دارد. طبق نظریه دوگانه انگاری ذهن و بدن، جهان تنها متشکل از یک بخش فیزیکی نمی‌باشد، بلکه یک بخش ابرفیزیکی نیز دارد که در فرآیندهای تصمیم‌گیری دخالت دارد. این بخش غیر فیزیکی، که برتر از علیت‌های فیزیکی بوده و می‌تواند آن‌ها را تغییر دهد، در تفاسیر حوزه الهیات، روح نامیده می‌شود.
تفسیر و بیان لیبرترینیسم، نیاز به اعتقاد به عدم تعین‌گرایی فیزیکی دارد؛ زیرا تعین‌گرایی فیزیکی ایجاب می‌کند که فقط یک آینده ممکن باشد و این موضوع با لیبرترینیسم در تناقض است. در برخی دیگر از رهیافت‌های تفسیر و بیان لیبرترینیسم، ذهن را که برتر از علیت‌های موجود در جهان هستی است، را در ارتباط با تمام اجزای جهان هستی، شامل پدیده‌های دارای ادراک و پدیده‌های بدون ادراک، می‌بینند. در حالیکه برخی دیگر از بیان‌ها، نیازی نمی‌بینند که اراده آزاد را به عنوان یکی از پایه‌های جهان هستی بپذیرند، بلکه وجود رویدادهای تصادفی معمولی موجود در جهان از دید آن‌ها کافی است. یک دیدگاه با این نوع نگرش توسط رابرت کین ارائه داده شده‌است.
اگر چه در زمانی که سی. اس. لویس «معجزه‌ها» را نوشت، مکانیک کوانتوم و عدم تعین‌گرایی فیزیکی مراحل ابتدایی پذیرش توسط دانشمندان را می‌گذراندند، ولی وی این امکان منطقی را بیان کرد که اگر ثابت شده بود که جهان فیزیکی غیر متعین است، این امکان فراهم می‌شد که یک نقطه ورود به دیدگاه سنتی سیستم‌های بسته پیدا شود که در آن یک «رویداد محتمل/غیرمحتمل فیزیکی دارای تشریح علمی» می‌تواند به صورت فلسفی به عنوان یک عمل «یک پدیده غیر فیزیکی بر روی واقعیت فیزیکی» بیان شود (توجه کنید که از دیدگاه فیزیکالیست‌ها، پدیده‌های غیر فیزیکی می‌بایست مستقل از موجودات دارای ادراک یا فرآیندهای ذهنی آن‌ها باشند).

## رابرت نوزیک
رابرت نوزیک یک نظریه نامتعین برای اراده آزاد ارائه داده‌است. طبق نظریه نوزدیک شخصیت هر فرد در طی زندگی وی، به صورت نامتعین، توسط خود فرد شکل می‌گیرد. این نظریه بر این واقعیت استوار است که انسان‌ها به عنوان عامل‌های خود-آگاه، دلایلی با سطوح اهمیت مختلف، برای اعمال‌شان بیان می‌کنند. این دلایل و وزن‌های متفاوت نسبت داده شده به آن‌ها هویت فرد را شکل می‌دهند که در طی زمان شکل گرفته و کامل می‌شود؛ بنابراین هویت هر فرد دارای ابعاد مختلفی با سطوح برجستگی متفاوت است. به این ابعاد و میزان اهمیت آن‌ها که توسط خود فرد شکل گرفته و ساخته می‌شود، منش و شخصیت فرد نیز گفته می‌شود.
در هنگام انجام هر عملی، دلایل انجام اعمال، بر اساس منش فرد، وزن‌دهی می‌شوند و عملی با بیشترین وزن انتخاب شده و انجام می‌پذیرد. این عمل ممکن است آگاهانه یا ناخودآگاه انجام پذیرد. یک شخص قبل از تصمیم‌گیری دلایلی بدون سطوح اهمیت فیکس شده دارد (همان ابعاد شخصیتی وی) و در یک حالت برتری نسبت به وزن‌ها قرار دارد. فرایند تصمیم‌گیری فرآیندی است که فرد از این حالت برتری می‌کاهد تا جایی که به وضعیتی می‌رسد که منجر به انتخاب و انجام یک عمل شود.

## رابرت کین
کین یکی از فلاسفه برجسته معاصر در زمینه اراده آزاد می‌باشد. کین برای طرفداری از چیزی که در قلمرو فلاسفه «اختیار آزادی‌گرایانه» نامیده می‌شود، چنین استدلال می‌کند که: (۱) وجود امکان‌های جایگزین (یا قدرت عامل‌ها برای انجام عملی دیگر) یک شرط لازم برای آزادانه عمل کردن است. و (۲) تعین‌گرایی با امکان‌های جایگزین سازگار نیست (تعین‌گرایی مانعی بر سر راه توانایی انجام عملی دیگر است). به این نکته مهم بایستی توجه داشته باشیم که دیدگاه کین در جهت دفاع از امکان‌های جایگزین نیست، بلکه وی امکان‌های جایگزین را در راستای مسوولیت‌پذیری مطرح می‌کند؛ بنابراین امکان‌های جایگزین یک شرط لازم و نه کافی، برای اراده آزاد است. لازم است که جایگزین‌های واقعی برای اعمال‌مان وجود داشته باشند، اما وجود این جایگزین‌ها به تنهایی برای اثبات اراده آزاد ما کفایت نمی‌کند (مثلاً حالتی را در نظر بگیرید که جایگزین‌های مختلفی وجود داشته باشند ولی در هر وضعیتی، فارغ از کنترل و نظر ما، یکی از آن‌ها به صورت تصادفی انجام شود). برای «مسوولیت‌پذیری غایی» مد نظر کین، کنترل نیز می‌بایست وجود داشته باشد.
«مسوولیت‌پذیری غایی» مستلزم این است که عامل، خالق و پشتیبان غایی اهداف و نیت‌های خود باشد (موجود سطح بالاتری اهداف و نیت‌های عامل را تحت کنترل نداشته باشد). طبق تعریف کین،
یک عامل دارای «مسوولیت غایی» در قبال رخ دادن وضعیت یا رویداد E است، اگر عامل، شخصاً مسوول رخ دادن E باشد؛ یعنی اینکه رخ دادن E مستلزم این باشد که عامل چیزی را از روی اراده یا تمایل خود انجام داده باشد یا از انجام آن سرباز زده باشد، یا با انجام دادن عملی که در رخ دادن E مؤثر بوده باشد، به‌صورت عِلّی در رخ دادن E مشارکت کرده باشد (بخش مسوولیت پذیری). و همچنین برای هر X و Yی (که X و Y نشان دهنده وقوع رویدادها و/یا وضعیت‌ها هستند و Y یک شرط، علت یا انگیزه کافی برای X است) اگر عامل شخصاً مسوول X باشد، شخصاً مسوول Y نیز باشد (بخش غایی).
به‌طور خلاصه، یک عامل باید در قبال هر چیزی که یک دلیل کافی (شرط، علت یا انگیزه) برای رخ دادن عمل مورد نظر است، مسوول باشد.
از دید کین، چیزی که اجازه غایی بودن یک آفرینش را می‌دهد، لحظات دودلی و تردیدی است که افراد هنگام ناسازگاری خواسته‌هایشان آن‌ها را تجربه می‌کنند. کین به اعمالی که همراه با این لحظات انجام می‌گیرند، «اعمال خود شکل‌یافته» (self-forming actions یا SFAها) می‌گوید. توجه داشته باشید که در مسوولیت‌پذیری غایی نیازی نیست که تمامی اعمالی که طبق اراده آزاد ما شکل می‌گیرند، نامعین باشند یا ما بتوانیم اعمال دیگری را به جای آن‌ها انجام دهیم، بلکه فقط لازم است که برخی از انتخاب‌ها و اعمال ما نامعین باشند (ما می‌توانستیم به جای آن‌ها اعمال دیگری را انجام دهیم). این انتخاب‌ها و اعمال هستند که SFAها نامیده می‌شوند. این SFAها، شخصیت یا سرشت ما را شکل داده و از انتخاب‌ها، دلایل و انگیزه‌های اعمال آینده ما خبر می‌دهند.
اگر یک فرد فرصت این را داشته باشد که تصمیم‌هایی شخصیت‌ساز بگیرد (اعمال SFA انجام دهد)، در قبال اعمال آینده‌ای که نتیجه شخصیتش هستند، مسوولیت است.

### انتقادها
رادولف کلارک به تعریف کین از اراده آزاد اعتراض می‌کند و معتقد است که این تعریف، آزادی‌گرایانه نیست، بلکه سازگارگرایانه‌است. وی ادعا می‌کند که اگر چه پیامدهای یک SFA معین نیست، ولی تاریخچه یک فرد تا لحظه انجام عمل، می‌تواند تعیین کند که یک SFA رخ خواهد افتاد. اگر چه مثل این است که خروجی SFA بر پایه شانس است، ولی با این دید که رخ دادن یک SFA می‌تواند مشخص باشد، زندگی یک فرد متعین خواهد بود. کلارک معتقد است که این نوع از آزادی، خیلی متفاوت از آزادی‌هایی نیست که سازگارگرایان مثلاً در استدلال‌هایی نظیر «اگر چه اعمال ما متعین هستند، ولی چون آن‌ها بر طبق خواسته‌های ما رخ می‌دهند، پس آزاد هستند» ارائه می‌کنند.
کین پاسخ می‌دهد که تفاوت بین عدم تعین‌گرایی (indeterminism) عِلّی و سازگارگرایی، «کنترل غایی» است. کنترل پدید آورنده‌ای که به وسیلهٔ عامل‌ها بکار برده می‌شود. این کنترل، برای هر عامل، مختص خود وی بوده و مشخص می‌کند که کدام یک از انتخاب‌ها یا اعمال ممکن، باید رخ دهند. «مسوولیت‌پذیری غایی» اطمینان می‌دهد که اعمال یک فرد از قبل از تولد وی مشخص نیستند.
گالن استراوسن معتقد است که یک حس بنیادی (fundamental sense) وجود دارد که طبق آن اراده آزاد غیرممکن است، چه تعین‌گرایی درست باشد، چه نباشد. وی در استدلال خود، که آن را استدلال پایه می‌نامد، سعی می‌کند تا نشان دهد که هیچ‌کس در قبال اعمالش مسوولیت اخلاقی غایی ندارد، در نتیجه هیچ‌کس هم اراده آزاد، به شکلی که مد نظر ماست، را ندارد. استدلال پایه در ساده‌ترین شکل خود به صورت زیر بیان می‌شود:
1. ما هستیم که آنچه را که در یک وضعیت مشخص انجام می‌دهیم، انجام می‌دهیم؛ زیرا آنچه که هست، ما هستیم.
2. ما برای مسوول غایی بودن در قبال اعمالمان، باید در قبال آنچه که هستیم، مسوولیت غایی داشته باشیم (حداقل در مورد برخی از جنبه‌های مهم و حیاتی ذهنمان).
3. ولی ما نمی‌توانیم در قبال آنچه که هستیم مسوولیت غایی داشته باشیم؛ زیرا طبق بند ۱، ما آنچه که هستیم، هستیم و نمی‌توانیم دلیل بودن‌مان نیز باشیم.
4. بنابراین، ما نمی‌توانیم در قبال آنچه که انجام می‌دهیم، مسوولیت غایی داشته باشیم.[۸]

دانیل دنت در کتاب خود (Freedom Evolves)، در دفاع از سازگارگرایی، یک فصل را به نقد نظریه کین اختصاص می‌دهد. وی در این فصل از کتابش، بیان می‌کند که کین بر پایه برخی از رویدادهای استثنایی و کمیاب (SFAها) به آزادی اعتقاد دارد. دنت خاطر نشان می‌کند که هیچ تضمینی وجود ندارد که اینگونه رویدادها، در زندگی یک فرد رخ دهند؛ و در صورت رخ ندادن آنها، طبق نظریه کین، آن فرد اراده آزادی نخواهد داشت. در حالیکه وی نیز فردی است مثل بقیه افراد.

## هری فرانکفورت
مثال‌های نقض فرانکفورت (که به اسم موردهای فرانکفورت یا موردهای سبک فرانکفورتی نیز شناخته می‌شوند) در سال ۱۹۶۹ توسط هری فرانکفورت تحت عنوان مثال‌های نقضی برای قاعده امکان‌های جایگزین (principle of alternative possibilities or PAP) ارائه شد که دربرگیرنده این نکته بودند که یک عامل دارای مسوولیت اخلاقی برای یک عمل است اگر دارای اراده آزاد باشد (یعنی بتواند عمل دیگری را نیز انجام دهد).

### قاعده امکان‌های جایگزین
قاعده امکان‌های جایگزین یکی از اصلی‌ترین استدلال‌های اثبات ناسازگاری مسوولیت‌پذیری و تعین‌گرایی عِلّی می‌باشد که به صورت زیر بیان می‌شود:
1. قاعده امکان‌های جایگزین: یک عامل در قبال یک عمل مسوول است، اگر آزاد باشد.
2. یک عامل آزاد است اگر تعین‌گرایی عِلّی غلط باشد.
3. بنابراین، یک عامل در قبال یک عمل مسوول است اگر تعین‌گرایی عِلّی غلط باشد.

سازگارگرایان سنتی (مدافعان سازگاری مسوولیت اخلاقی و تعین‌گرایی، نظیر آلفرد آیر و والتر ترنس استیس) سعی می‌کنند بند ۲ استدلال (ناسازگاری اراده آزاد و تعین‌گرایی) را رد کنند.
طبق تحلیل‌های سنتی اراده آزاد یک عامل برای انجام عملی دیگر آزاد است اگر عمل دیگری را انجام داده باشد در صورتی که خواسته باشد که عمل دیگری را انجام دهد. طبق این تحلیل عامل‌ها می‌توانند اراده آزاد داشته باشند، حتی اگر تعین‌گرایی درست باشد.

### ایرادات فرانکفورت
طبق تعریف قاعده امکان‌های جایگزین یک شخص در مقابل عملی که انجام داده‌است مسوولیت اخلاقی دارد اگر او می‌توانست عمل دیگری را نیز انجام دهد، فرانکفورت نتیجه می‌گیرد که یک شخص در قبال عمل انجام شده‌اش مسوولیت اخلاقی ندارد، اگر نتواند عمل دیگری را انجام دهد (فرانکفورت معتقد است که توانایی نظری ما برای انجام عملی دیگر، لزوماً انجام عملی دیگر را برای ما امکان‌پذیر نمی‌سازد، لذا توانایی انجام عملی دیگر با امکان انجام عملی دیگر دو مقوله متفاوتند).
مثال‌های فرانکفورت از آن جهت پراهمیت هستند که یک راه جایگزین را برای دفاع از سازگارگرایی با استفاده از رد بند ۱ استدلال فراهم می‌آورد. با این دید سازگارگرایی با تعین‌گرایی سازگار است، زیرا مسوولیت نیازی به آزادی برای انجام عملی دیگر ندارد (بلکه نیاز به توانایی انجام عملی دیگر دارد).
مثال‌های فرانکفورت به عامل‌هایی منجر می‌شود که ذاتاً در قبال رفتارشان مسوول هستند ولو اینکه آن‌ها آزادی انجام عملی دیگر را نیز نداشته باشند. یک نمونه نوعی در زیر بیان شده‌است:
آقای دونالد یک دمکرات است و مایل است به حزب دمکرات رأی دهد. فقط در شرایط خاصی ممکن است که او اینکار را نکند: اگر او درست پیش از رأی دادن، به دورنمای شکست آمریکا در عراق فکر کند. خانم وایت، نماینده حزب دمکرات، می‌خواهد مطمئن شود که دونالد به دمکرات‌ها رأی خواهد داد، بنابراین او مخفیانه دستگاهی را در سر دونالد کار می‌گذارد، که وقتی فعال می‌شود، وی را مجبور به رأی دادن به دمکرات‌ها می‌کند. خانم وایت در نظر دارد که اگر دونالد قبل از رای‌گیری خواست به جنگ عراق فکر کند، دستگاه را فعال کند.
روز انتخابات و قبل از رأی دادن، دونالد به این موضوع فکر نمی‌کند، بنابراین خانم وایت نیز ضرورتی نمی‌بیند که دستگاه را فعال کند و دونالد با خواست خودش به دمکرات‌ها رأی می‌دهد. ظاهراً دونالد در مقابل رای‌اش به دمکرات‌ها مسوول است، علیرغم اینکه دستگاه خانم وایت آزادی انجام عملی دیگر را از وی گرفته بوده‌است.
اگر فرانکفورت درست می‌گوید که دونالد اخلاقاً مسوول رأی دادن به دمکرات‌هاست، همچنین اینکه وی برای انجام عملی دیگر آزاد نبوده‌است، پس در حالت کلی نیز عامل برای اینکه توانایی انجام عملی دیگر را داشته باشد، نیازی به آزادی ندارد (بنابر این قاعده امکان‌های جایگزین غلط است). و نتیجه‌گیری، اینکه حتی اگر تعین‌گرایی عِلّی درست باشد و این تعین‌گرایی آزادی انجام عملی دیگر را از انسان‌ها بگیرد، هیچ دلیلی ندارد که به مسوولیت اخلاقی انسان‌ها در قبال رفتارهایشان شک کنیم.
فرانکفورت با رد قاعده امکان‌های جایگزین، پیشنهاد کرده‌است که بی‌خود و بی‌جهت سفسطه نکرده و مانع‌هایی ساخته نشود که جلوی مسوولیت اخلاقی افراد را بگیرد. طبق نظر فرانکفورت، افراد فقط در صورتی که توانایی انجام عمل دیگری را نداشته باشند، در مقابل اعمالشان مسوولیت اخلاقی ندارند.